# Szigeti András (üzletember)
Szigeti András ( Budapest, 1977. április 21. ) üzletember, logisztikai vállalkozó,

## Családja
Értelmiségi családba született Budapesten. Édesanyja Stefány Ágnes szurdologopédus, a hazai integrált oktatás egyik úttörője, édesapja Szigeti József szakállatorvos, nagynénje Szigeti Magdolna a Pázmány Péter Tudományegyetem Állam- és Jogtudományi karának oktatója. Nagyapja a GySEV vezérigazgató helyettese volt.

## Pályafutása
Szigeti András négy nyelven beszél. A Kodolányi János Főiskolán tanult, amit a karrierjének hirtelen felívelése miatt nem fejezett be. A vasútszeretete egész életét végigkíséri. 1994-ben alapító tagja a Kisvasutak Baráti Körének, majd 1999 és 2003 között az egyesület elnökségi tagja. Erre az időszakra esett az egyesület által létrehozott Kemencei Erdei Múzeumvasút megnyitása 2000-ben. Szintén 2000-ben nyílt meg Budapesten a Magyar Vasúttörténeti Park, ennek kapcsán Szendrey András a MÁV Nosztalgia Kft ügyvezetője kínált teljes munkaidős státuszt. Kezdetben értékesítési managere, majd 2003-tól 2014-ig értékesítési vezetője volt a társaságnak.
Számos belföldi és nemzetközi utazást szervezett muzeális vonatokkal, illetve nagyszabású rendezvényeket a Magyar Vasúttörténeti Park körfűtőházában. Külön említést érdemelnek a Nemzetközi Gőzmozdonyverseny és Étkezőkocsi Találkozók megszervezése, valamint a Gyertyafény Expressz fantázianevű vacsoravonat elindítása. A 2008-as Gazdasági Válság komoly kihívás elé állította a társaságot, ennek eredményeképpen indult el az Élményvonat néven a nagy létszámú, olcsó közönségutazást kínáló különvonat. A vonat járműveinek beszerzésében, valamint a termék kialakításában, útcélok kiválasztásában fontos szerepe volt. 2009 és 2011 között az IRCG, Nemzetközi Étkezőkocsi-szövetség alelnöke. Ebben az időszakban számos különleges vasúti szállítmány megszervezésében és közlekedtetésében részt vett, ezáltal gyakorlatot szerzett a nemzetközi vasúti áruszállítás területén is.
2014-ben alapította meg Kiss Károllyal és Timothy Gilberttel a Continental Railway Solution Kft. nevű vasúttársaságot, amelynek ügyvezetője lett. A társaság, hazánkban egyedülálló módon, 100%-ban magántulajdonban lévő vasútvállalatként, az áruszállítási engedély mellett személyszállítási engedéllyel is rendelkezik.